# Paški Kanal
Paški Kanal är ett sund i Kroatien. Det ligger i den centrala delen av landet, 160 km sydväst om huvudstaden Zagreb.